# Луїджі Сансонетті
Луїджі Сансонетті (італ. Luigi Sansonetti; 22 лютого 1888, Моттола — 7 листопада 1959, Рим) — італійський державний і військово-морський діяч, адмірал дивізіону. Кавалер Німецького хреста в золоті.

## Біографія
У віці 17 років вступив у Військово-морську академію в Ліворно. Після закінчення Морської академії в 1908 році почав службу на флоті в якості гардемарина. Учасник Італо-турецької війни, де командував десантним загоном моряків у Триполі. Під час Першої світової війни він спочатку служив при командувачі ескадрою лінійних кораблів, а потім сам успішно командував торпедними катерами і підводним човном F 17, які діяли в Адріатичному морі.
У 20-х роках Сансонетті командував ескадреними міноносцями, дивізіонами і флотилії есмінців. У 1932 році відряджений до прес-службі глави уряду, а в 1934 році став начальником штабу військово-морського округу Таранто. У 1935 році Сансонетті отримав під командування важкий крейсер Fiume, на борту якого брав участь у подіях початку Громадянської війни в Іспанії. Його крейсер вивіз підданих Італійського королівства з охопленої війною Іспанії. Наприкінці 1936 року відряджений до начальника Головного морського штабу, де і знаходився до 1939 року. У 1930-х роках Сансонетті також написав кілька есе про військово-морську політику, був серед прихильників будівництва нових лінкорів типу Littorio.
У серпні 1939 року очолив 7-у дивізію крейсерів, піднявши прапор на легкому крейсері Eugenio di Savoia. На момент вступу Італії у Другу світову війну 10 червня 1940 року Сансонетті все ще командував 7-ю дивізією крейсерів. 9 липня 1940 командував своєю 7-ю дивізією в бою біля Калабрії. У серпні 1940 року призначений командиром 3-ї дивізії крейсерів, піднявши прапор на важкому крейсері Trieste. Після цього адмірал брав участь в бою біля мису Спартівенто, обороні Таранто від нальоту британської палубної авіації, битві біля мису Матапан, а також супроводі конвоїв в Лівію. Сансонетті залишив посаду командира 3-ї дивізії крейсерів в квітні 1941 року і в липні став заступником начальника Головного морського штабу. На цій посаді він брав участь у плануванні стратегії Regia Marina на наступні 2 роки. Він зіграв важливу роль в організації конвойних операцій з постачання військ Осі в Північній Африці.
Після підписання перемир'я Італії з союзниками 8 вересня 1943 року Німеччина почала операцію «Вісь» з метою нейтралізації збройних сил Італії. Сансонетті знаходився в Головному морському штабі в Римі (Supermarina) і здійснював командування морськими силами, в той час як начальник штабу адмірал Раффаеле де Куртен супроводжував короля Віктора Еммануїла III, який втік в Бріндізі. 13 вересня 1943 року Рим здався німцям після короткого періоду опору. Сансонетті зібрав офіцерів штабу та повідомив, що Supermarina не підкоряється німецьким наказам і припиняє діяльність. 25 вересня 1943 року Сансонетті покинув Рим і попрямував на південь, в Бріндізі, де ховалися король і залишки уряду. Там адмірал відновив свою службу на посаді заступника начальника Головного морського штабу. У квітні 1944 року став головою Вищої ради Військово-морських сил і займав цей пост до лютого 1951 року. Помер після падіння з коня.

## Сім'я
Син Уго Сансонетті (Ugo Sansonetti, 10 січня 1919 — 14 листопада 2019) був письменником і спортсменом, займався легкої атлетики. Уго є рекордсменом світу на деяких дистанціях в бігу, виграв 70 медалей, 42 з них золоті. З 2011 року жив в Римі, у нього було 10 дітей, 25 онуків і 5 правнуків.
Інший син, Віто Сансонетті (Vito Giulio Cesar Sansonetti) був морським офіцером, служив лейтенантом на борту есмінця Vittorio Alfieri. Під час битви біля мису Матапан в березні 1941 року, його корабель був потоплений. Віто Сансонетті був підібраний грецьким есмінцем і потрапив в полон. Його звільнили після падіння Греції в червні 1941 року. За заслуги в роки війни нагороджений срібною медаллю «За військову доблесть» (1942) і військовим хрестом «За військову доблесть» (1944).

## Нагороди

### Італія
- Медаль «За військову доблесть» (Італія)
  - 2 бронзових (1912 і 1947)
  - срібна (1946)
- Пам'ятна медаль італійсько-турецької війни 1911—1912
- Пам'ятна медаль Італо-австрійської війни 1915—1918 з чотирма планками
- Пам'ятна медаль об'єднання Італії
- Медаль Перемоги
- Орден Корони Італії, великий офіцерський хрест
- Орден Святих Маврикія та Лазаря, командорський хрест
- Хрест «За військові заслуги» (Італія)
- Пам'ятна медаль Іспанської кампанії
- Савойський військовий орден, лицарський хрест
- Пам'ятна медаль війни 1940—1943 з чотирма планками
- Золотий хрест за вислугу років для офіцерів (40 років)

### Третій Рейх
- Орден Заслуг німецького орла
- Залізний хрест 2-го і 1-го класу
- Німецький хрест в золоті (18 січня 1942)

### Інші країни
- Медаль «За Іспанську кампанію» (Іспанія)

## Образ в культурі
Луїджі Сансонетті присутній в грі World of Warships. Він введений в оновленні 0.8.10 як унікальний командир нації Італія.